# Schistocerca melanocera
La Langosta grande pintada (Schistocerca melanocera) es endémica de las Islas Galápagos de Ecuador, con excepción de la Isla Española. Las langostas forman una gran parte de la dieta del halcón de Galápagos y las lagartijas de lava. Puede ser de hasta 8 cm de largo.